# 郭恩 (宋朝)
郭恩（？—1057年），北宋开封府（今河南省开封市）人。
郭恩开始隶于诸班，出为左侍禁、閤门祗候。担任秦凤路兵马都监时，立功为并州、代州钤辖，管勾麟府军马事。西夏人每年入屈野河，垦荒耕种。宋仁宗嘉祐二年（1057年），知麟州武戡与通判并州司马光建议增加二堡，郭恩前往等巡边视察，沿着屈野河前进，遇西夏兵中埋伏，力战被俘，拒降自杀，被朝廷赠同州观察使。